# Alectryon oleifolius
Alectryon oleifolius är en kinesträdsväxtart. Alectryon oleifolius ingår i släktet Alectryon och familjen kinesträdsväxter.

## Underarter
Arten delas in i följande underarter:
- A. o. canescens
- A. o. elongatus
- A. o. oleifolius